# FDGB-Pokal der Jugend 1965
Der FDGB-Pokal der Jugend 1965 war die 14. Auflage des höchsten Fußball-Pokalwettbewerbs der Altersklasse 14–16 auf dem Gebiet der DDR, der vom FDGB in Verbindung mit dem Jugendausschuss der Sektion Fußball der DDR veranstaltet und durchgeführt wurde. Er begann am 28. März 1965 mit der 1. Runde (Achtelfinale) und endete am 15. Mai 1965 mit dem Pokalsieg vom SC Dynamo Berlin, die im Finale mit 5:1 gegen den SC Chemie Halle gewannen.

## Teilnehmende Mannschaften
Am FDGB-Pokal der Jugend (B-Jugend) für die Altersklasse (AK) 14–16 nahmen neben dem Pokalverteidiger, die Pokalsieger aus Ost-Berlin und den 14 Bezirken auf dem Gebiet der DDR teil. Spielberechtigt waren Spieler bis zum 16. Lebensjahr (Stichtag: 1. Juni 1948 bis 31. Mai 1950).
Folgende Mannschaften qualifizierten sich für den FDGB-Pokal der Jugend:
| - Bezirk Rostock SC Empor Rostock - Bezirk Schwerin SG Dynamo Schwerin - Bezirk Neubrandenburg SC Neubrandenburg - Bezirk Potsdam SC Potsdam - Ost-Berlin SC Dynamo Berlin | - Bezirk Frankfurt (Oder) BSG Motor Eberswalde - Bezirk Magdeburg BSG Turbine Magdeburg - Bezirk Halle SC Chemie Halle - Bezirk Leipzig BSG Chemie Leipzig - Bezirk Cottbus SC Cottbus | - Bezirk Dresden ASG Vorwärts Bautzen - Bezirk Karl-Marx-Stadt BSG Motor Zwickau - Bezirk Erfurt SC Turbine Erfurt - Bezirk Gera SG Dynamo Gera - Bezirk Suhl BSG Kali Werra Tiefenort |
| SC Motor Jena (Pokalverteidiger) | | |

## Modus
Der Wettbewerb wurde im K.-o.-System ausgetragen und es wurde versucht, in 60 Minuten auf neutralen Plätzen als Vorspiele bei DDR-Ligabegegnungen einen Gewinner auszuspielen. War danach kein Sieger gefunden, wurde ein Wiederholungsspiel mit gelostem Heimrecht angesetzt. Wurde auch hier kein Sieger ermittelt, entschied das Los.

## 1. Runde (Achtelfinale)
| Datum                  |                      | Ergebnis |                          | Spielort   |
| ---------------------- | -------------------- | -------- | ------------------------ | ---------- |
| So 28. März, 14:15 Uhr | SG Dynamo Schwerin   | 1:0      | BSG Motor Eberswalde     | Greifswald |
| So 28. März, 14:15 Uhr | SC Empor Rostock     | 5:1      | BSG Turbine Magdeburg    | Wismar     |
| So 28. März, 14:15 Uhr | SC Neubrandenburg    | 1:4      | SC Dynamo Berlin         | Babelsberg |
| So 28. März, 14:15 Uhr | ASG Vorwärts Bautzen | 2:3      | SC Potsdam               | Cottbus    |
| So 28. März, 14:15 Uhr | BSG Motor Zwickau    | 2:2      | BSG Kali Werra Tiefenort | Weißenfels |
| So 28. März, 14:15 Uhr | SC Cottbus           | 3:3      | SG Dynamo Gera           | Dresden    |
| So 28. März, 14:15 Uhr | SC Motor Jena        | 0:0      | SC Chemie Halle          | Riesa      |
| So 28. März, 14:15 Uhr | SC Turbine Erfurt    | 1:1      | BSG Chemie Leipzig       | Plauen     |

### Wiederholungsspiele
| Datum                   |                    | Ergebnis |                          |
| ----------------------- | ------------------ | -------- | ------------------------ |
| So 04. April, 14:30 Uhr | BSG Motor Zwickau  | 1:4      | BSG Kali Werra Tiefenort |
| So 04. April, 14:30 Uhr | SC Cottbus         | 4:2      | SG Dynamo Gera           |
| So 04. April, 14:30 Uhr | SC Chemie Halle    | 3:1      | SC Motor Jena            |
| So 04. April, 14:30 Uhr | BSG Chemie Leipzig | 0:4      | SC Turbine Erfurt        |

## 2. Runde (Viertelfinale)
| Datum                   |                          | Ergebnis |                   |
| ----------------------- | ------------------------ | -------- | ----------------- |
| So 11. April, 14:15 Uhr | SC Empor Rostock         | 1:2      | SC Chemie Halle   |
| So 11. April, 14:15 Uhr | SG Dynamo Schwerin       | 1:2      | SC Dynamo Berlin  |
| So 11. April, 14:15 Uhr | SC Potsdam               | 2:5      | SC Turbine Erfurt |
| So 11. April, 14:15 Uhr | BSG Kali Werra Tiefenort | 1:1      | SC Cottbus        |

### Wiederholungsspiel
| Datum                   |                          | Ergebnis |            |
| ----------------------- | ------------------------ | -------- | ---------- |
| So 18. April, 14:30 Uhr | BSG Kali Werra Tiefenort | :        | SC Cottbus |

## 3. Runde (Halbfinale)
| Datum                   |                  | Ergebnis |                          | Spielort   |
| ----------------------- | ---------------- | -------- | ------------------------ | ---------- |
| Sa 24. April, 14:50 Uhr | SC Chemie Halle  | 0:0      | SC Turbine Erfurt        | Zwickau    |
| So 25. April, 12:15 Uhr | SC Dynamo Berlin | 2:0      | BSG Kali Werra Tiefenort | Weißenfels |

### Wiederholungsspiel
| Datum                 |                 | Ergebnis  |                   |
| --------------------- | --------------- | --------- | ----------------- |
| So 02. Mai, 14:30 Uhr | SC Chemie Halle | 3:2 n. V. | SC Turbine Erfurt |

## Finale
Das Finale fand als Vorspiel des Nachwuchs-Länderspiels DDR – Schweden im Karl-Marx-Städter Ernst-Thälmann-Stadion statt.
| Paarung          | SC Dynamo Berlin – SC Chemie Halle |
| Ergebnis         | 5:1 (2:1) |
| Datum            | Samstag, 15. Mai 1965 um 15:30 Uhr |
| Stadion          | Ernst-Thälmann-Stadion, Karl-Marx-Stadt |
| Zuschauer        | 5.000 |
| Schiedsrichter   | Horst Di Carlo (Burgstädt) |
| Tore             | 1:0 Voigt (1.) 1:1 Rauchhaus (3.) 2:1 Lichtenberg (29., Eigentor) 3:1 Derbe (39.) 4:1 Konczack (45.) 5:1 Schütze (59.)                            |
| SC Dynamo Berlin | Hans-Gustav Creydt – Schmoi, Schulz, Hornung – Gozki, Bernd Kempke – Rose, Konczack, Voigt, Harald Schütze, Derbe Cheftrainer: Hans Geitel        |
| SC Chemie Halle  | Bettzüche – Hupfeld, Michael Gipser, Lichtenberg – Kirchhof, Kossak – Rauchhaus, Bergmann, Sikora, Lehmann, Schülert Cheftrainer: Joachim Lehmann |